# Bokassa
Bokassa ist eine norwegische Rock-Band aus Trondheim.

## Geschichte
Die Band wurde im Jahre 2013 vom Sänger und Gitarristen Jørn Kaarstad, dem Bassisten Eirik Angård und dem Schlagzeuger Olav Dowkes gegründet. Alle drei Musiker stammen aus unterschiedlichen Gegenden Norwegens und lernten sich in Trondheim kennen. Die Band benannte sich nach Jean-Bédel Bokassa, der zwischen 1966 und 1976 Diktator der Zentralafrikanischen Republik und danach von 1975 bis zu seinem Sturz Kaiser des Zentralafrikanischen Kaiserreichs war. Dass sich die Band nach Bokassa benannt hat, wurde ihnen laut Sänger Jørn Kaarstad schon einmal falsch ausgelegt.

„Es ist nämlich nicht immer alles so schön wie hier in Europa, wo sich alle lieb haben und so. Häufig funktioniert der Friede nur, weil es anderen Menschen dreckig geht oder sie für uns schuften müssen. So wie in der Zentralafrikanischen Republik unter Bokassa. Er versorgte Frankreich mit diversen Gütern, die ihm als Gegenleistung mit Truppen und Waffen belieferten. Auch seine politischen Gegner wurden mit Unterstützung französischer Truppen beseitigt. Wenn Du Dir unsere Texte mal etwas intensiver durchliest, wird es Dir auffallen, dass wir genau diese Missstände der Welt ansprechen.“

Bereits ein Jahr später wurde die EP War on Everything veröffentlicht. 2016 folgte die Single Make Music Great Again, bevor im März 2017 das selbstproduzierte Debütalbum Divide & Conquer erschien. Das britische Magazin Metal Hammer führte das Album auf ihrer Liste der elf besten Debütalben des Jahres 2017. Mit dem Album wurde der Metallica-Schlagzeuger Lars Ulrich auf Bokassa aufmerksam, der die Norweger als „seine neue Lieblingsband“ bezeichnete und Lieder von Bokassa in seiner Radiosendung spielte.
Am 21. Juni 2019 veröffentlichte die Band ihr zweites Studioalbum Crimson Riders über das britische Plattenlabel MVKA. Produziert wurde Crimson Riders von Yngve Andersen, dem Gitarristen der Band Blood Command. Kurz vor den Aufnahmen verließ der Bassist Eirik Angård Bokassa und wurde durch Bård Linga ersetzt. Mit Crimson Riders gelang der Band der erste Charteinstieg und das Album belegte Platz 20 der norwegischen Albumcharts. Gleichzeitig tourten Bokassa zusammen mit Ghost im Vorprogramm von Metallica durch Europa. Im Herbst 2019 folgte eine eigene Headlinertournee durch Europa mit der Vorgruppe Puppy. Beim norwegischen Musikpreis Spellemannprisen wurden Bokassa in der Kategorie Bester Newcomer nominiert. Der Preis ging jedoch an den Rapper Isah.
Im Dezember 2020 unterschrieb die Band einen neuen Plattenvertrag bei Napalm Records. Am 3. September 2021 erschien das dritte Studioalbum Molotov Rocktail und erreichte Platz 18 der norwegischen Albumcharts.
Kurz vor der Veröffentlichung des vierten Studioalbums All Out of Dreams im Februar 2024 gab der Bassist Bård Linga bekannt, dass er aus der Band ausscheide, da sich das intensive Tourleben nicht mehr mit seinen beruflichen und privaten Verpflichtungen vereinbaren lasse. An seine Stelle trat Inge Morten Gustafsholm. In dieser neuen Besetzung bestritt die Band die All Out of Dreams Tour 2024 durch Europa. 

## Stil
Bokassas Musik ist eine Mischung aus Hardcore Punk und Stoner Rock und bezeichnet ihren Stil selbst als „Stoner Punk“. Axl Rosenberg vom Onlinemagazin Metal Sucks verglich die Band mit Kvelertak, wenn diese sich mehr in Richtung Punk und Crossover statt Classic Rock orientieren würden. Jörg Staude vom deutschen Magazin Rock Hard schrieb in seiner Rezension zum Album Crimson Riders, dass hier „drei Visionäre interpretieren, wie der Metal sich in die Moderne retten kann, ohne zu kopieren“. Die Musik wäre „neu und wirklich gut“.

## Diskografie

### Alben
| Jahr | Titel Musiklabel                        | Höchstplatzierung, Gesamtwochen, AuszeichnungChartsChartplatzierungen (Jahr, Titel, Musiklabel, Platzierungen, Wochen, Auszeichnungen, Anmerkungen) | Anmerkungen                             |
| Jahr | Titel Musiklabel                        | NO | Anmerkungen                             |
| ---- | --------------------------------------- | --- | --------------------------------------- |
| 2017 | Divide & Conquer All Good Clean Records | — | Erstveröffentlichung: März 2017         |
| 2019 | Crimson Riders MVKA                     | NO20 (1 Wo.)NO | Erstveröffentlichung: 21. Juni 2019     |
| 2021 | Molotov Rocktail Napalm Records         | NO18 (1 Wo.)NO | Erstveröffentlichung: 3. September 2021 |
| 2024 | All Out of Dreams Napalm Records        | — | Erstveröffentlichung: 16. Februar 2024  |

### EPs
- 2015: War on Everything

### Singles
- 2016: Make Music Great Again
- 2018: Only God Can Judge Me
- 2021: So Long, Idiots!

## Auszeichnungen
Spellemannprisen
| Jahr | Kategorie | für     | Resultat  |
| ---- | --------- | ------- | --------- |
| 2019 | Newcomer  | Bokassa | Nominiert |